# Ipotesi
Un'ipotesi (dal greco antico ὑπόθεσις hypothesis, composto da hypo, "sotto" e thesis, "posizione", ovvero supposizione) è la premessa sottesa ad un ragionamento o a una dimostrazione.

## Descrizione
In origine, il significato della parola indicava un metodo matematico capace di semplificare i calcoli, o un'idea plausibile ma non necessariamente vera. Con questo significato il Cardinal Bellarmino usò la parola quando avvertì Galileo Galilei di non trattare il movimento della Terra come reale, ma di assumere il sistema copernicano solo come ipotesi.
Nell'uso comune, un'ipotesi è un'idea provvisoria il cui valore dev'essere accertato. L'ipotesi richiede quindi uno sforzo da parte dei ricercatori per confermarla o negarla. Nel metodo ipotetico-deduttivo, un'ipotesi dovrebbe essere falsificabile, ovvero dovrebbe essere possibile dichiararla falsa, solitamente tramite osservazione e conseguente formulazione di un'altra ipotesi logica.
Per esempio, una persona che arriva in un paese e che vede una pecora bianca, potrebbe formulare l'ipotesi che tutte le pecore di quel paese siano bianche. Questa può essere considerata un'ipotesi in quanto è falsificabile, viene a dire cioè che può essere provato il contrario in quanto basterebbe infatti vedere una sola pecora di diverso colore.
La parola "ipotesi" è stata usata in modo non corretto per l'ipotesi di Riemann, che dovrebbe essere più propriamente chiamata congettura.

### In matematica
Spesso le dimostrazioni matematiche vengono enunciate in tre parti: ipotesi, tesi e dimostrazione, dove l'enunciato da dimostrare non è l'ipotesi ma la tesi, le ipotesi sono invece le condizioni in cui si opera, inteso che vengono utilizzate insieme agli assiomi della teoria in cui si opera, per ricavare la dimostrazione, ad esempio:
- Ipotesi: sia un triangolo rettangolo
- Tesi: Teorema di Pitagora
- Dimostrazione: vedi le diverse dimostrazioni alla voce Teorema di Pitagora.

La tesi è la proposizione di cui si vuole accertare la verità. Il ragionamento che bisogna eseguire per arrivare a tale verità si chiama dimostrazione ed è tipicamente condotto sotto una o più ipotesi.